# Nemeskürt
Nemeskürt (szlovákul Zemianske Sady, korábban Nemeškert) község Szlovákiában, a Nagyszombati kerületben, a Galántai járásban.

## Fekvése
Galgóctól 12 km-re délre, Szeredtől 15 km-re északkeletre fekszik.

## Története
A község területén már a történelem előtti időkben is éltek emberek. Az itt feltárt négy korai település közül egy a vaskorból, egy a korai bronzkorból, kettő pedig a kora középkorból származik. A régészeti leletek tanúsága szerint a honfoglalás előtt korai szláv település is állt itt. A honfoglalás után a Kürtgyarmat törzs Kürt részének szállásterülete volt, nevét is innen kapta.
A mai települést 1156-ban "Kurt" néven említik először abban az oklevélben, melyben II. Géza király a falut, mint a semptei váruradalom részét az esztergomi érsekségnek adja. A 14. századtól több nemesi család birtokában állt, köztük a Thurzó, Rozgonyi, Pogrányi és Eszterházy családoké. Lakói is többségben köznemesek voltak, ezért már 1352-ben Nemeskürt a neve. 1392-ben az esztergomi káptalan a birtokosa. A török 1530-ban támadta meg a semptei uradalom területét és sok falut – köztük Nemeskürtöt is – kirabolt. 1598-ban egy tűzvészben az egész falu leégett. 1715-ben 19 adózó háztartás volt a községben. Lakói mezőgazdasággal, szőlőtermesztéssel foglalkoztak.
Vályi András szerint: "Nemes, és Puszta Kürt. Két tót falu Nyitra Várm. Puszta Kürtnek földes Urai G. Eszterházy, és G. Sándor Uraságok, Nemes Kürtnek pedig több Urak, lakosai katolikusok, fekszenek Udvarnokhoz nem meszsze, Nyitrához két mértföldnyire, határbéli földgyeik termékenyek, boraik jók, más vagyonnyaik is vagynak."
Fényes Elek szerint: "Nemes- és Puszta-Kürth, Nyitra m. két egymás mellett lévő tót falu, Semptéhez éjszakra 1 órányira, az elsőben lakik 334 kath., 151 zsidó, kiknek synagógájok van; a másodikban 410 kath., 14 zsidó. Határuk dombos, de meglehetős; dohányt és bort termesztenek. F. u. többen. Ut. post. Szered."
Nyitra vármegye monográfiája szerint: "Nemes-Kürt, tót község, Galgócztól délre, a Jácz-patak mellett, 589 r. kath, vallásu lakossal. Postája Udvarnok, táviró- és vasúti állomása Galgócz. Lakosai eltótosodott magyarok. A községben egy csinos nemesi kúria áll, melyet a mult század végén a Thury-család építtetett. Később a Henczyek birtokába került, most pedig Appel Gusztávé, kinek itt nagyobb birtoka van, melyhez gazdasági szeszgyár is tartozik. A községről már egy 1352-ből származó oklevél tesz említést."
A trianoni békeszerződésig Nyitra vármegye Galgóci járásához tartozott. 1949-ben Mezőgazdasági Szakmunkásképzőt létesítettek.

## Népessége
| Év:            | 1994. | 2004.   | 2014.   | 2024.   |
| -------------- | ----- | ------- | ------- | ------- |
| Emberek száma: | 852   | 880     | 859     | 852     |
| Eltérés:       |       | +3,28 % | -2,38 % | -0,81 % |

| Év:            | 2023. | 2024.   |
| -------------- | ----- | ------- |
| Emberek száma: | 849   | 852     |
| Eltérés:       |       | +0,35 % |

Őshonos magyar lakossága a török korban jelentősen megfogyatkozott. A 18. század kezdetétől betelepülő szláv népesség azután nagyrészt magába olvasztotta magyar lakosságát.
1910-ben 577 lakosából 517 szlovák és 33 magyar anyanyelvű lakosa volt.
2001-ben 861 lakosából 3 magyar és 848 szlovák volt.
2011-ben 858 lakosából 3 magyar és 839 szlovák volt.
2021-ben 870 lakosából 5 (+1) magyar, 829 (+1) szlovák, 1 (+1) ruszin, 9 egyéb és 26 ismeretlen nemzetiségű volt.

## Neves személyek
- Itt született 1908. június 17-én Zsigmondi Boris rendező
- Itt szolgált Ivan Knotek (1936) kommunista politikus, a Szlovák Szocialista Köztársaság kormányának egykori elnöke.

## Nevezetességei

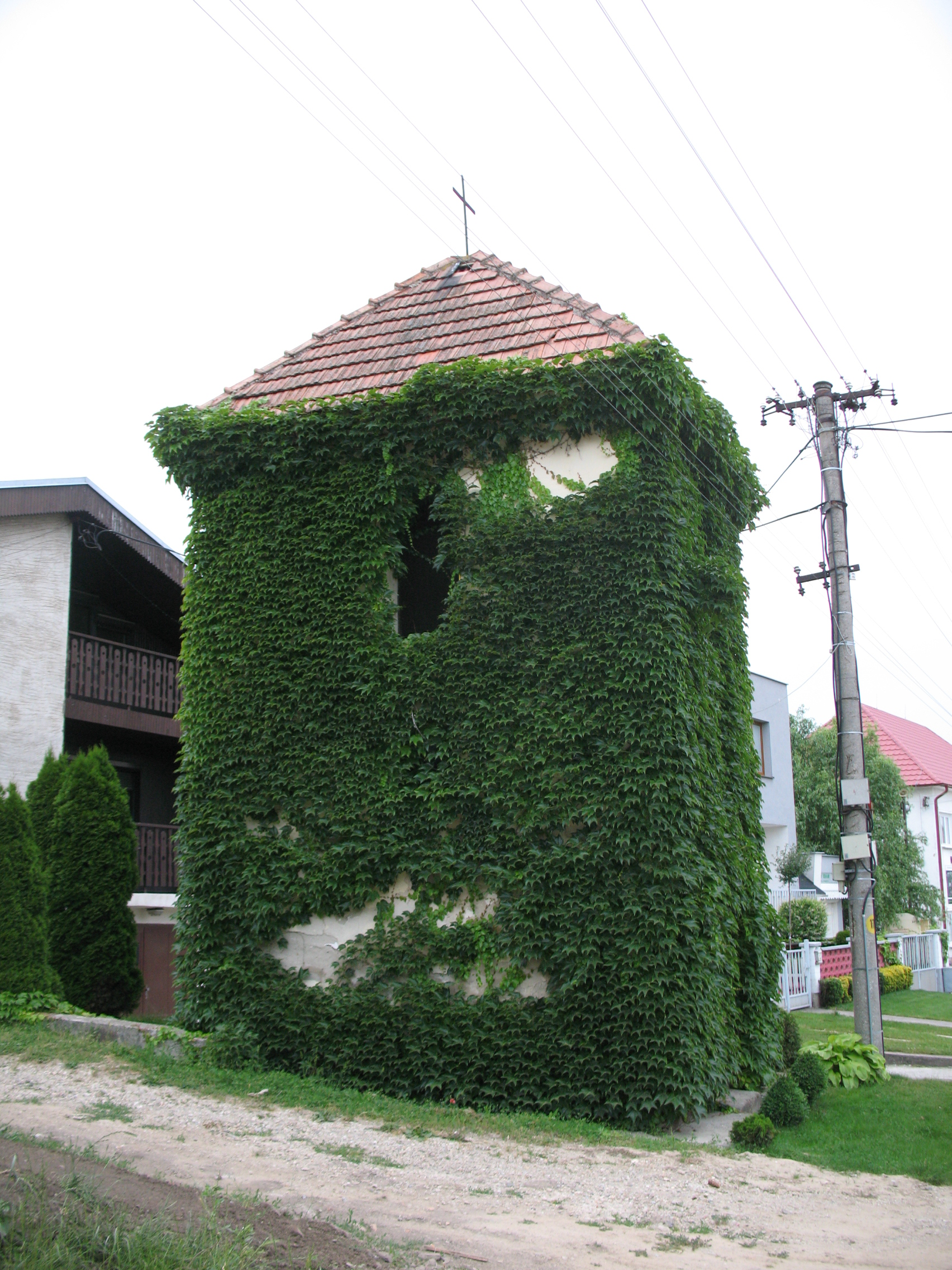
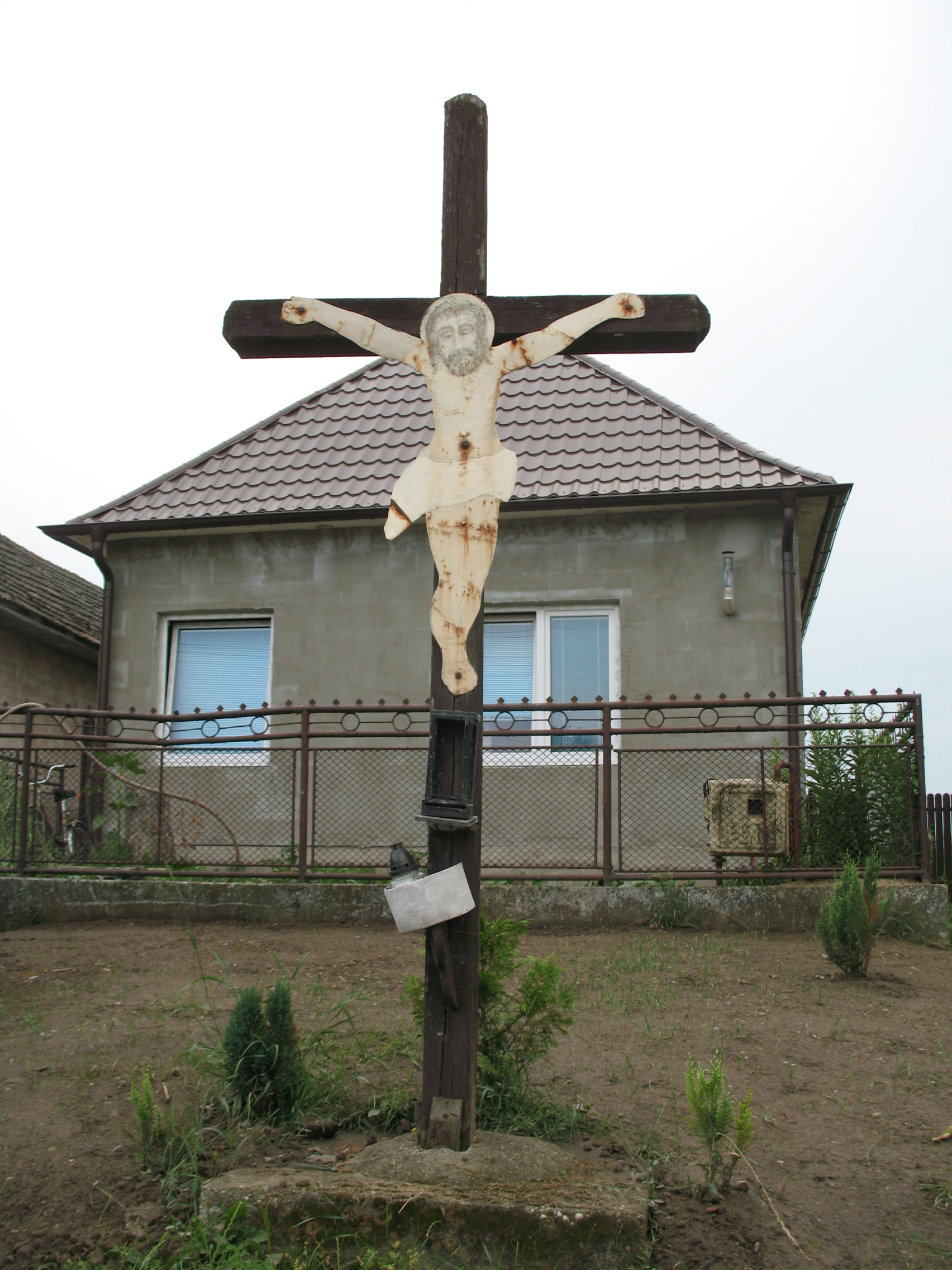
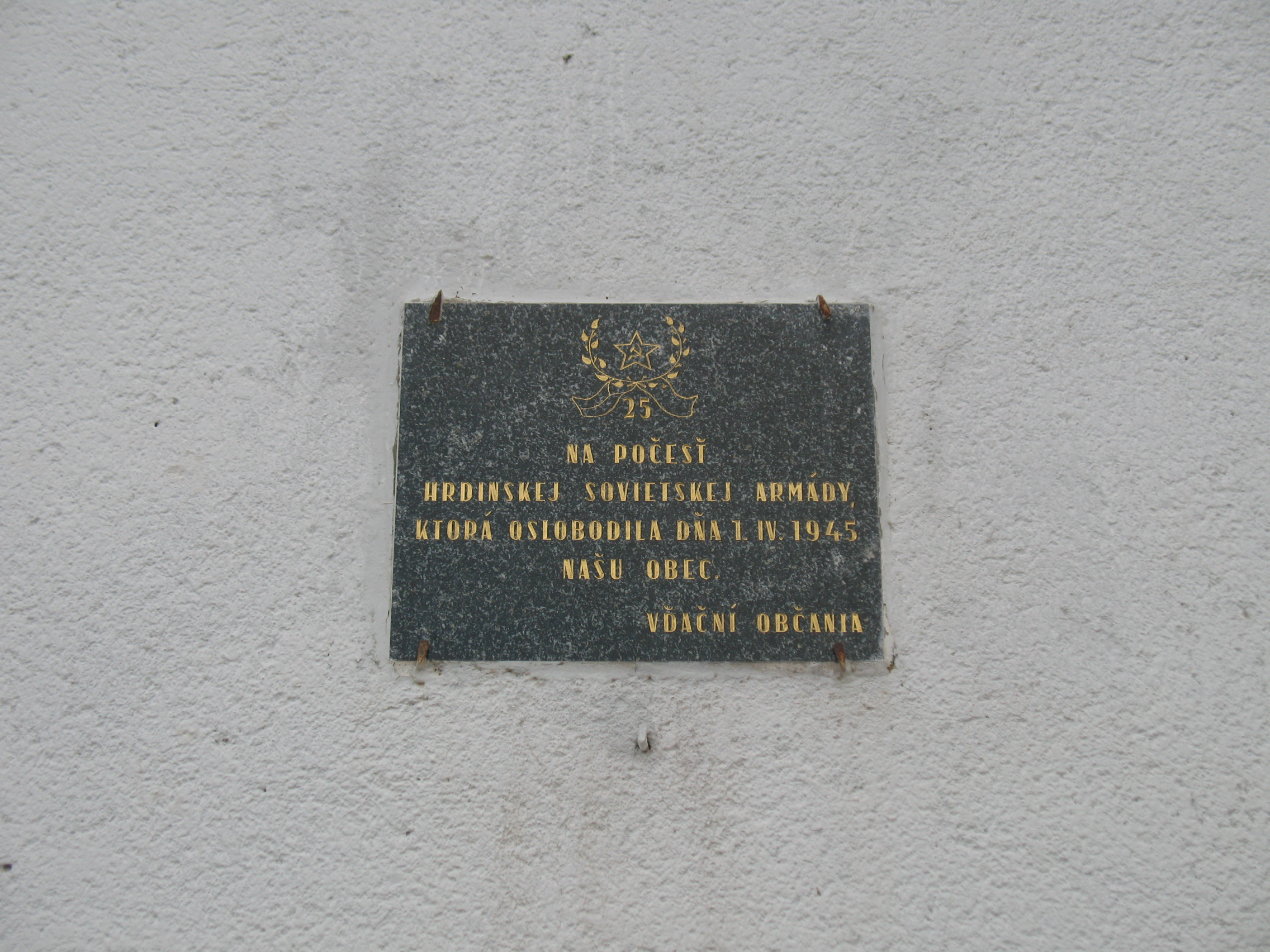

- Római katolikus templomát Szűz Mária tiszteletére szentelték fel 2000-ben
- A zsidó imaház 1943-ban elpusztult
- Harangtorony
- Thúry nemesi kúria
- Szent Vendel faszobor
- Szent Orbán szobor